# پتاسیم اتیل زانتات
پتاسیم اتیل زانتات (به انگلیسی: Potassium ethyl xanthate) یک ترکیب شیمیایی با شناسه پاب‌کم ۲۷۳۵۰۴۵ است. شکل ظاهری این ترکیب، پودر زرد کمرنگ است.